# Möpkenbrot
Möpkenbrot is een Duits bloedworst. Möpkenbrot is nauw verwant met de Westfaalse Panhas, de Münsterländer Wurstebrot of de Balkenbrij.

## Voorbereiding
De belangrijkste ingrediënten zijn spek, varkensmasker, zwoerd, varkensbloed en roggemeel of tarwemeel. Voor de bereiding, de maskers inmaken en koken in water. Het spek is in blokjes gesneden en geblancheerd. Maal vervolgens de nog warme maskers met de korst, het bloed en de uien tot een fijne pap. De spekblokjes worden gewoonlijk gekruid met nitrietpekelzout, peper, kruidnagel, piment, nootmuskaat en majoraan en door de puree geplooid. Ten slotte wordt het mengsel gebonden met meel of grof meel en tot balletjes of broden gevormd die op brood lijken. Deze worden gekookt in heet water en afgekoeld voor het eten.
Möpkenbrood wordt gewoonlijk in twee varianten aangeboden, met en zonder rozijnen.
Er zit zoveel meel of gries in Möpkenbrot dat sommige mensen het ook wel "brood met worst" of "worst met brood" noemen.